# Kiselisotoper
Fördelningen av de naturliga Kiselisotoperna.
|  | Kisel-28 (92,23 %) |

|  | Kisel-29 (4,69 %) |

|  | Kisel-30 (3,1 %) |

Kiselisotoper är isotoper av grundämnet kisel (Si), det vill säga atomer och kärnor med 14 protoner och olika antal neutroner.

## Isotoper
Kisel har 25 kända isotoper, varav 3 är stabila (28Si, 29Si och 30Si). De utgör 92,23 %, 4,67 % respektive 3,1 % av naturligt förekommande kisel.
Den mest långlivade radioisotopen är 32Si, som är en kosmogen nuklid och bildas av kosmisk strålningsspallation av argon. Dess halveringstid har fastställts till cirka 153 år (0,21 MeV), och den sönderfaller genom betaemission till 32P (som har en halveringstid på 14,263 dagar) och sedan till 32S (stabil). Efter 32Si, har 31Si den näst längsta halveringstiden på 157,3 minuter. Alla andra radioisotoper har halveringstider under 7 sekunder. Den minst stabila isotopen är 43Si med en halveringstid längre än 60 nanosekunder.
Lättare radioisotoper sönderfaller till aluminiumisotoper eller magnesiumisotoper, medan tyngre isotoper sönderfaller till fosforisotoper.

## Tabell
| Nuklid                        | Z  | N  | Massa (u)         | Halveringstid | ST (%)          | SE (MeV) | SP     | Spinn   | Förekomst (%) |
| ----------------------------- | -- | -- | ----------------- | ------------- | --------------- | -------- | ------ | ------- | ------------- |
| 22Si                          | 14 | 8  | 22,03453(22)#     | 29 ms         | β+ (68 %)       | 13,98    | 22Al   | 0+      |               |
| 22Si                          | 14 | 8  | 22,03453(22)#     | 29 ms         | β+ p (32 %)     | 13,96    | 21Mg   | 0+      |               |
| 23Si                          | 14 | 9  | 23,02552(21)#     | 42,3 ms       | β+              | 13,98    | 23Al   | 3⁄2+#   |               |
| 24Si                          | 14 | 10 | 24,011546(21)     | 140 ms        | β+ (92 %)       | 10,81    | 24Al   | 0+      |               |
| 24Si                          | 14 | 10 | 24,011546(21)     | 140 ms        | β+ p (8 %)      | 8,938    | 23Mg   | 0+      |               |
| 25Si                          | 14 | 11 | 25,004106(11)     | 220 ms        | β+ (63,19 %)    | 12,741   | 25Al   | 5⁄2+    |               |
| 25Si                          | 14 | 11 | 25,004106(11)     | 220 ms        | β+ p (36,8 %)   | 10,47    | 24Mg   | 5⁄2+    |               |
| 26Si                          | 14 | 12 | 25,992330(3)      | 2,234 s       | β+              | 5,066    | 26Al   | 0+      |               |
| 27Si                          | 14 | 13 | 26,98670491(16)   | 4,16 s        | β+              | 4,821    | 27Al   | 5⁄2+    |               |
| 28Si                          | 14 | 14 | 27,9769265325(19) | Stabil        | Stabil          | Stabil   | Stabil | 0+      | 92,23         |
| 29Si                          | 14 | 15 | 28,976494700(22)  | Stabil        | Stabil          | Stabil   | Stabil | ½+      | 4,67          |
| 30Si                          | 14 | 16 | 29,97377017(3)    | Stabil        | Stabil          | Stabil   | Stabil | 0+      | 3,1           |
| 31Si                          | 14 | 17 | 30,97536323(4)    | 157,3 min     | β−              | 1,492    | 31P    | 3⁄2+    |               |
| 32Si                          | 14 | 18 | 31,97414808(5)    | 153 a         | β−              | 0,244    | 32P    | 0+      | Spår          |
| 33Si                          | 14 | 19 | 32,978000(17)     | 6,18 s        | β−              | 5,845    | 33P    | (3⁄2+)  |               |
| 34Si                          | 14 | 20 | 33,978576(15)     | 2,77 s        | β−              | 4,601    | 34P    | 0+      |               |
| 35Si                          | 14 | 21 | 34,98458(4)       | 0,78 s        | β− (94,74 %)    | 10,5     | 35P    | 7⁄2−#   |               |
| 35Si                          | 14 | 21 | 34,98458(4)       | 0,78 s        | β− + n (5,26 %) |          | 34P    | 7⁄2−#   |               |
| 36Si                          | 14 | 22 | 35,98660(13)      | 0,45 s        | β− (88 %)       | 7,85     | 36P    | 0+      |               |
| 36Si                          | 14 | 22 | 35,98660(13)      | 0,45 s        | β− + n (12 %)   | 4,39     | 35P    | 0+      |               |
| 37Si                          | 14 | 23 | 36,99294(18)      | 90 ms         | β− (83 %)       |          | 37P    | (7⁄2−)# |               |
| 37Si                          | 14 | 23 | 36,99294(18)      | 90 ms         | β− + n (17 %)   |          | 36P    | (7⁄2−)# |               |
| 38Si                          | 14 | 24 | 37,99563(15)      | 90 ms         | β− + n          |          | 37P    | 0+      |               |
| 38Si                          | 14 | 24 | 37,99563(15)      | 90 ms         | β−              |          | 38P    | 0+      |               |
| 39Si                          | 14 | 25 | 39,00207(36)      | 47,5 ms       | β−              |          | 39P    | 7⁄2−#   |               |
| 40Si                          | 14 | 26 | 40,00587(60)      | 33 ms         | β−              |          | 40P    | 0+      |               |
| 41Si                          | 14 | 27 | 41,01456(198)     | 20 ms         | β−              |          | 41P    | 7⁄2−#   |               |
| 42Si                          | 14 | 28 | 42,01979(54)#     | 13 ms         | β−              |          | 42P    | 0+      |               |
| 43Si                          | 14 | 29 | 43,02866(75)#     | 15 ms         | β−              |          |        | 3⁄2−#   |               |
| 44Si                          | 14 | 30 | 44,03526(86)#     | 10 ms         | β−              |          |        | 0+      |               |
| Denna tabell: visa • redigera |    |    |                   |               |                 |          |        |         |               |

Anmärkningar
- Stabila isotoper anges i fetstil.
- Värden markerade med # härrör inte enbart från experimentella data, men åtminstone delvis från systematiska trender.
- Osäkerheter anges i kort form i parentes efter värdet. Osäkerhetsvärden anger en standardavvikelse, utom isotopsammansättningen och standardatommassa från IUPAC, som använder expanderade osäkerhet.
- Nuklidmassor är givna av IUPAP Commission on Symbols, Units, Nomenclature, Atomic Masses and Fundamental Constants (SUNAMCO).
- Isotopförekomster är givna av IUPAC Commission on Isotopic Abundances and Atomic Weights.